# Fontaine-sous-Montdidier
Fontaine-sous-Montdidier é uma comuna francesa na região administrativa de Altos da França, no departamento de Somme. Estende-se por uma área de 9,03 km². Em 2010 a comuna tinha 110 habitantes (densidade: 12,2 hab./km²).